# Hendrica Jansen

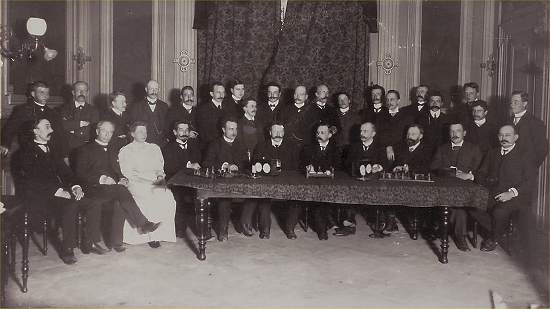
Groepsfoto ter gelegenheid van het 20-jarig bestaan van Schaakclub Utrecht in 1906: Zittend v.l.n.r.: Ramkema, Roeseling, Hendrica Jansen (50), Smeekes, Weyers, A.G. Olland, Hogewind, Van Foreest, E.L. Olland, Bouvé, Jonker. Staand v.l.n.r.: Overhagen, Grondijs, ?, Hoogestraaten, ?, Wijngaarden, Fick, ?, Wetter, Ring, ? Altena, ?, Blokzijl, Den Daas, ?, ?, Feit.

Hendrica Jansen (Gendringen, 1 april 1856 - Bergh, 6 juli 1929) was huishoudster van beroep en een van de eerste Nederlandse vrouwelijke schakers die zich met de mannen kon meten.

## Schaakcarrière
Jansen werd in 1897 lid van de toen net opgerichte Dames Schaakvereniging in Utrecht.
In de zomer van 1898 werd in Den Haag de eerste nationale Dames-Schaakwedstrijd gehouden. Henrica Jansen en A.J. Witteveen-De Groot, de eerste presidente van haar vereniging deden mee. Jansen won in haar groep, maar moest het in de playoff afleggen tegen C.A.E. Muller-Thijm, die de eerste Nederlandse schaakkampioene werd.
De tweede Nationale Dames-Schaakwedstrijd in 1899 te Amsterdam won Jansen met een score van 6 uit 7. In dit toernooi was er voor het eerst een notatieverplichting voor de dames, hetgeen schaakhistorici helpt om de vrouwelijke schaakkracht uit die tijd in kaart te brengen. Hieronder zo'n genoteerde partij van Jansen met zwart tegen Mej. Koekebakker:
1. e4 e5 2. Pf3 Pc6 3. Lb5 a6 4. La4 Pf6 5. De2 b5 6. Lb3 Lc5 7. c3 d6 8. h3 O-O 9. O-O h6 10. Ph4 Te8 11. d3 Lb7 12. Pf5 Dd7 13. Le3 Pe7 14. Pxe7+ Dxe7 15. Df3 Tad8 16. Lxc5 dxc5 17. Te1 Dd7 18. Te3 a5 19. a4 b4 20. cxb4 cxb4 21. Pd2 La6 22. Pc4 Lxc4 23. Lxc4 Dd6 24. Tf1 c5 25. Df5 Db6 26. b3 Te7 27. f4 Dd6 28. fxe5 Dxe5 29. Dg6 Tf8 30. Tf5 Dd4 31. Kf2 Kh8 32. Dg3 Txe4! 33. Txf6 Dxf6+ 34. Tf3 Dd4+ 35. Kf1 Da1+ 36. Kf2 De1#
Jansen deed daarna niet mee met de derde en vierde nationale wedstrijden. Het niveau was toen vermoedelijk te laag voor haar en zij wilde zich meten met de mannen. In haar afwezigheid wint de Leidse Suze Splinter de vierde wedstrijd en zij blijkt ook veel te sterk voor de rest van de dames.

Toen Splinter in het najaar van 1902 naar het buitenland vertrok was Jansen de enige dame die zich nog met de mannen kon meten. Zij speelde dat jaar mee met de mannen in de 2e klasse van de Bondswedstrijd in Rotterdam. Met 1 uit 4 eindigt zij onder in de groep, maar ze had desalniettemin aan status gewonnen, zoals blijkt uit een bericht in het Leidsch Dagblad aan het eind van dat jaar: 
H.N. Pillsbury uit Amerika, de beroemde beroepsschaker, heeft vrijdag j.l. in het gebouw “Pulchri Studio” in Den Haag 48 partijen simultaan gespeeld. Er waren zeer veel toeschouwers, waaronder ook de bekende presidente van de Utrechtsche damesschaakclub [Jansen]. Zaterdag speelde hij 16 partijen blind, won hiervan 8, verloor van de dames Jansen, uit Utrecht, en De Vries uit Zutphen in consultatie en maakte er 7 remise, o.a. tegen onze stadgenoot den heer A.C. Splinter.
Het eerste echte succes van Jansen tegen de heren kwam in een toernooi in Amsterdam in 1903 waar Jansen de gedeelde eerste prijs won in een groep waarin onder andere Geus en Reeders meespeelden. Ook in de tweede klasse van de Bondswedstrijd in Hilversum in 1903 toonde zij aan een van de sterkste, zo niet de sterkte schaakster in Nederland te zijn.
De schaakcarrière van Jansen verliep sindsdien succesvol. Zij speelde mee voor Schaakclub Utrecht in teamwedstrijden en speelde in 1906 ook internationaal: in de zomer speelde zij onder meer in de Damesgroep van het internationale toernooi van Oostende in België alwaar ze met een score van 6½ uit 12 eindigde op een gedeelde vijfde plaats. Daarna won ze twee partijen voor het Nederlandse team dat in augustus in een massakamp met 60-40 wint van het 'Niederrheinischer Schachverband'.
Ook in 1907 was Jansen actief in Oostende. Met een score van 6½ uit 10 behaalde zij de vierde plaats in een sterk veld, met onder andere de Britse Kate Belinda Finn die op dat moment werd gerekend tot een van de beste schaaksters ter wereld.
Na dit hoogtepunt, Jansen was inmiddels ruim over de vijftig, werd het rustiger. Ze speelde toen nog bijna uitsluitend partijen voor Schaakclub Utrecht en af en toe een toernooi.

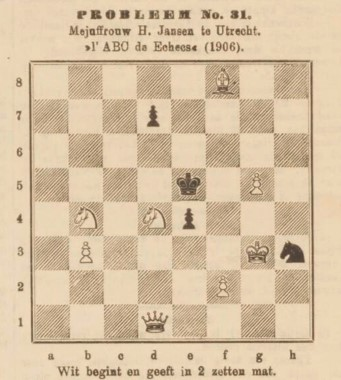
Schaakprobleem van Mej. H. Jansen, gepubliceerd in de Alkmaarsche Courant van 13 augustus 1906. De oplossing volgde een kleine maand later.

Sinds 1903 hield Jansen zich naast het schaken ook bezig met het componeren van schaakproblemen. Meerdere van haar puzzels zijn gepubliceerd in het Tijdschrift van den Nederlandschen Schaakbond. In de schaakwereld werd in 1913 voor het laatst van Jansen vernomen toen door het Utrechtsch Dagblad een paar schaakproblemen van haar hand gepubliceerd werd. Haar schaakproblemen werden dermate gewaardeerd dat ze postuum nog gepubliceerd werden.

## Misverstand
Jansen is gedurende haar hele leven in de kranten steevast met de titel Mejuffrouw aangeduid. Het is dan ook curieus dat in literatuur van na haar dood soms de suggestie wordt gewekt dat Jansen de vrouw van Adolf Olland zou zijn geweest. Dit misverstand is mogelijk ontstaan omdat ook Ollands vrouw een bestuursfunctie bekleedde bij de Utrechtsche Dames Schaakvereniging. In 1899 was Jansen de penningmeesteresse en van 1901 tot 1905 de voorzitter. Mevrouw Olland-Lameris was van 1911 tot 1913 secretaresse van de vereniging.